# Recopa Sudamericana 1995
De Recopa Sudamericana 1995  was de 7de editie van de Zuid-Amerikaanse supercup die jaarlijks gespeeld wordt in het Zuid-Amerikaanse voetbal tussen de winnaars van CONMEBOL competities Copa Libertadores en Supercopa Sudamericana.

## Gekwalificeerde teams
| Team            | Kwalificatie                        | Vorige deelnames |
| --------------- | ----------------------------------- | ---------------- |
| Vélez Sársfield | Winnaar Copa Libertadores 1994      | geen             |
| Independiente   | Winnaar Supercopa Sudamericana 1994 | geen             |

## Wedstrijdinfo
|              |                 |          |                     |                                                                                  |
| 9 april 1995 | Vélez Sársfield | 0 – 1    | Independiente       | Olympisch Stadion, Tokio Toeschouwers: 25.300 Scheidsrechter: Juan Escobar (PAR) |
| 9 april 1995 |                 | (Report) | 69' José Serrizuela | Olympisch Stadion, Tokio Toeschouwers: 25.300 Scheidsrechter: Juan Escobar (PAR) |

1989 · 1990 · 1991 · 1992 · 1993 · 1994 · 1995 · 1996 · 1997 · 1998 · 1999 · 2000 · 2001 · 2002 · 2003 · 2004 · 2005 · 2006 · 2007 · 2008 · 2009 · 2010 · 2011 · 2012 · 2013 · 2014 · 2015 · 2016 · 2017 · 2018 · 2019 · 2020 · 2021 · 2022